# 부흥중학교 (부산)
부흥중학교(富興中學校)는 대한민국 부산광역시 해운대구 좌동에 있는 공립 중학교이다.

## 학교 연혁
- 1996년 1월 17일 : 부흥중학교 설립 인가
- 1996년 3월 1일 : 개교 및 초대 강중구 교장 취임
- 1996년 3월 4일 : 제1회 입학식 (5학급 165명)
- 1998년 2월 13일 : 제1회 졸업식 (8학급 338명)
- 2012년 12월 20일 : 2012학년도 생활지도 으뜸학교 선정(부산광역시교육감)
- 2022년 1월 18일 : 2021학년도 올해의 태권도팀 선정
- 2022년 3월 1일 : 학교공간혁신 풋살장 구축, 가사실, 통합학급, 과학실 리모델링
- 2024년 2월 8일 : 제27회 졸업식(7학급 198명, 누계 9,217명)
- 2024년 3월 1일 : 제13대 장혜자 교장 부임
- 2024년 3월 4일 : 제29회 입학(7학급 189명)

## 참고 자료
- 부흥중학교 - 한국교육학술정보원 학교알리미